# Bahnstrecke Nové Zámky–Zvolen

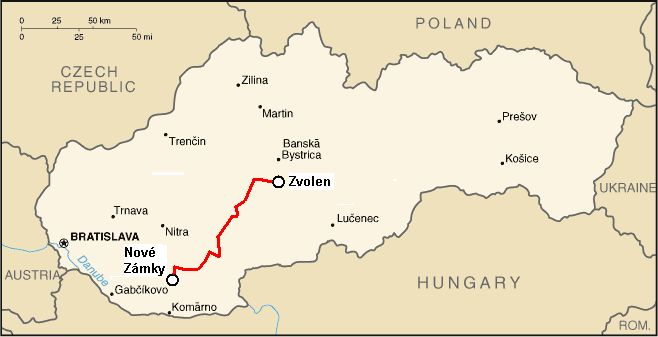
Karte der Bahnstrecke

Die Kursbuchstrecke 150 Nové Zámky–Zvolen ist eine Eisenbahn-Fernverbindung in der Slowakei. Sie führt vom Süden des Landes zunächst durch das Donautiefland und dann entlang des Flusses Hron in die mittelslowakische Stadt Zvolen.
Beschreibungen befinden sich in folgenden Artikeln:
- Bahnstrecke Nové Zámky–Šurany
- Bahnstrecke Šurany–Topoľčianky (Abschnitt Šurany–Úľany nad Žitavou)
- Bahnstrecke Levice–Úľany nad Žitavou
- Bahnstrecke Levice–Hronská Dúbrava
- Bahnstrecke Salgótarján–Vrútky (Abschnitt Hronská Dúbrava–Zvolen osobná stanica)